# Knutwil
Knutwil är en ort och kommun i distriktet Sursee i kantonen Luzern, Schweiz. Kommunen har 2 460 invånare (2023).
Kommunens två största byar är Knutwil och St.Erhard. I St.Erhard ligger kommunens järnvägsstation, St.Erhard-Knutswil. 